# Сергейчик, Александр Васильевич
Алекса́ндр Васи́льевич Серге́йчик (бел. Аляксандар Васільевіч Сяргейчык; 1970, деревня Семёновка, Берестовицкий район, Гродненская область, БССР, СССР — 26 ноября 2007, Минск, Республика Беларусь) — белорусский преступник, вор, автоугонщик, налётчик, серийный убийца и насильник, совершавший свои преступления в период с 2000 по 2006 год на территории города Гродно, Гродненского и Щучинского районов. Признался в убийстве 12 человек. Следствию удалось доказать его причастность лишь к 6 убийствам. Расстрелян по приговору суда.

## Биография

### Детство и юность
Александр Сергейчик родился в 1970 году в деревне Семёновка, Берестовицкого района, Гродненской области, БССР, СССР в многодетной семье. У него были сестра и брат. Отец Сергейчика был алкоголиком, часто избивал жену и детей, а потом и вовсе бросил семью, уйдя к другой женщине. Сергейчик окончил Макаровскую среднюю общеобразовательную школу. После чего ушёл учиться в ПТУ на водителя. С 1989 по 1991 год проходил службу в ВС СССР, демобилизован в ноябре 1991 года. После демобилизации вернулся в родную деревню, работал водителем на местном предприятии.
В марте 1992 года увидел объявление о наборе в милицию, после чего поступил туда на службу. Вскоре Сергейчик с отличием окончил Академию МВД РБ, женился, завёл двух детей. Работал командиром роты Гродненского районного отдела департамента охраны МВД РБ. По службе характеризовался как «ответственный и исполнительный работник». На момент ареста имел звание старшего лейтенанта милиции.

### Преступления
Первое преступление Александр Сергейчик совершил 18 сентября 1992 года, похитив в колхозе «Октябрь» прицеп, после чего занялся вскрытием гаражей, несколько раз угонял с целью продажи на запчасти автомобили и воровал имущество из частных гаражей. В итоге ему удалось обзавестись 7-зарядным охотничьим карабином, найденным в одном из гаражей, пистолетом Walther PP и несколькими муляжами гранат. В ходе следствия выяснилось, что всего за 14 лет Сергейчик наворовал имущества на 900 тысяч долларов.
Первое убийство Сергейчик совершил в апреле 2000 года, тогда он подобрал на личном автомобиле 21-летнюю Елену Болтак, довезя её до 76 квадрата Щучинского лесничества, где распил с ней заранее приготовленную бутылку спиртного и занялся с ней сексом, после чего сильно избил до потери сознания, задушил, облил бензином труп и сжёг его, забрав предварительно все украшения и наличные деньги жертвы.
В июне 2000 года Сергейчик пришёл на квартиру к своей 31-летней любовнице, заведующей складом Гродненского мясокомбината Светлане Пырской, а он (Сергейчик), являлся начальником службы охраны этого предприятия. После ссоры с ней по поводу развода с женой Сергейчик, по собственным словам «в приступе гнева» и «под воздействием алкоголя», задушил женщину телевизионным кабелем и инсценировал её самоубийство, повесив в ванной комнате, а затем, забрал из квартиры наличные деньги и скрылся с места преступления.
Следующее преступление Сергейчик совершил в конце июля 2000 года. Познакомившись с 19-летней Людмилой Кодик, убийца вывез её под предлогом отдыха за город на берег Немана, где распил с жертвой привезённое с собой спиртное, занялся с ней сексом, сильно избил и задушил верёвкой, сбросив тело в Неман. После чего Сергейчик похитил имущество из сумочки жертвы, забрав ключи от квартиры, которую затем также обокрал, наличную сумму денег и несколько орденов умершего ветерана войны, ранее проживавшего в квартире.
В 2001 году Сергейчик не совершил ни одного доказанного убийства, но избил нескольких задержанных за распитие спиртного в общественных местах граждан и похитил их имущество.
Следующее убийство Сергейчик совершил в сентябре 2002 года совместно с сообщником, своим 18-летним племянником Дмитрием Барковым. Изначально преступники в течение нескольких часов ездили на автомобиле по улицам Гродно в поисках подходящей жертвы, но не найдя никого, выехали за город, где увидели припаркованный у обочины ВАЗ-2106. Остановив машину поблизости, Сергейчик и Барков, вооружённые пистолетом Сергейчика, подошли к автомобилю. Маньяк постучал по водительской двери, затем потребовал у водителя Виктора Сырицы отдать ключи от автомобиля, предъявив служебное удостоверение. Сырица, успев лишь нагнуться к замку зажигания, получил выстрел в голову через ветровое стекло. После чего Сергейчик и Барков вытащили тяжелораненого Сырицу из автомобиля и избили его так, что он скончался на месте.
Девушка Сырицы Елена Турченник, находившаяся в это время на пассажирском сиденье, пыталась бежать, но Барков заметил это и, догнав девушку, серьёзно избил и приволок назад к автомобилю. После чего преступники по очереди изнасиловали жертву, затем Сергейчик задушил её автомобильным тросом. Преступники похитили принадлежащее жертвам имущество, связали трупы тросом и оставили в багажнике автомобиля.
В ноябре 2003 года Сергейчик, находясь при исполнении служебных обязанностей, избил на рабочем месте задержанного и применил против него газовый баллончик, в результате чего пришлось вызывать «скорую помощь», однако тогда дело удалось «замять».
В феврале 2005 года Сергейчик, находясь в состоянии алкогольного опьянения, поссорился с женой и пришёл к любовнице своего женатого друга — милиционера Малышко В. Ч. — Наталье Базис. Ранее Малышко и Сергейчик распивали спиртные напитки в гостях у Базис. Однако спустя несколько часов Сергейчик вернулся в квартиру, где избил хозяйку, после чего изнасиловал её и, задушив бюстгальтером, оставил труп в ванной комнате. Похитив из квартиры ценные вещи, Сергейчик покинул место преступления.

### Арест, следствие и суд
После убийства Базис милиция начала проверку всех её знакомых и вышла на Сергейчика. Того, уже к тому времени уволившегося из органов внутренних дел, вызвали на допрос, так как его отпечатки пальцев были найдены на осколках бутылки, которую Сергейчик разбил Базис об голову. Сергейчик отрицал любую связь с убийством, но запутался в показаниях и попал под подозрение. После того как милиция провела обыск в его квартире и двух автомобильных гаражах, принадлежащих убийце, были найдены вещи, похищенные из квартиры Людмилы Кодик, кроме того, арсенал оружия и множество других украденных вещей. В результате чего в феврале 2006 года Александру Сергейчику были предъявлены обвинения в двух убийствах и грабежах, а сам бывший милиционер был заключён под стражу.
Вскоре Сергейчику предъявили обвинения ещё в четырёх убийствах, так как следы его ДНК были найдены на местах их совершения. Так Сергейчик начал давать признательные показания, признавшись в убийствах 11 женщин и одного мужчины, совершённых им в период с 2000 по 2006 годы. Кроме доказанных преступлений, Сергейчик признался в убийствах Ольги Горощук, Ольги Шор, Елены Рунец, Юлии Яцышиной, Гульнары Азизовой, Александры Корнат. По словам преступника, всех их он изнасиловал и убил, после чего сжёг или сбросил в Неман. Тела так и не были найдены, поэтому обвинения в этих убийствах Сергейчику не были предъявлены.
Психиатры признали серийного убийцу вменяемым.
Суд над Александром Сергейчиком и Дмитрием Барковым начался 20 февраля 2007 года и проходил в закрытом режиме. Александр Сергейчик обвинялся по целому ряду статей Уголовного Кодекса Республики Беларусь: совершение убийств с «особой жестокостью, с целью скрыть другое преступление из хулиганских побуждений», изнасилование, хищение имущества, в том числе хищение огнестрельного оружия, незаконное ношение, хранение, перевозка огнестрельного оружия, боеприпасов, взрывчатых веществ и взрывных устройств.
22 мая 2007 года Александр Сергейчик был признан виновным по всем инкриминируемым ему статьям и приговорён Гродненским областным судом к исключительной мере наказания — смертной казни через расстрел с конфискацией всего принадлежащего ему имущества. Дмитрий Барков был приговорён к 10 годам колонии усиленного режима. Верховный Суд Республики Беларусь оставил приговор без изменения.
26 ноября 2007 года приговор Александру Сергейчику был приведён в исполнение в столичном СИЗО-1.

## Последствия для МВД Республики Беларусь
Арест Сергейчика привёл к скандалу в органах правопорядка Республики Беларусь. 29 октября 2007 года президент Александр Лукашенко подписал Указ № 540 «О неполном служебном соответствии». За допущенные нарушения законности и бездеятельность при расследовании этого дела к строгой дисциплинарной ответственности, по словам Генерального Прокурора Беларуси Петра Миклашевича, «привлечены ряд сотрудников Министерства внутренних дел, прокуратуры — от Генеральной прокуратуры до областного и районного уровней».
В результате был предупреждён первый заместитель главы МВД РБ Александр Щурко.
Выговоры объявлены Государственному Секретарю Совета безопасности Виктору Шейману, министру внутренних дел Владимиру Наумову, его заместителям Виктору Филистовичу и Виктору Жибуртовичу, заместителям генерального прокурора Степану Косухе и Виктору Прусу.
Строгие выговоры объявлены бывшему начальнику УВД Гродненского облисполкома, а ныне депутату Палаты представителей Анатолию Белошевскому, бывшему первому заместителю начальника УВД Виктору Жеребило, бывшим начальникам Гродненского областного управления объединения «Охрана» при МВД Владимиру Пекарскому и Ивану Змурщику.
Бывший первый заместитель министра внутренних дел Михаил Удовиков лишён наградного огнестрельного оружия.
31 октября 2007 года от занимаемых должностей были освобождены прокурор Гродненской области Василий Литвинов, его заместитель Владимир Онисько и прокурор Октябрьского района города Гродно Борис Таранко.